# جنرال الكتريك جيه 79
جنرال الكتريك جيه 79 (بالإنجليزية: General Electric J79)‏ هو محرك نفاث توربو محوري التدفق، بني لاستخدامه في مجموعة متنوعة من الطائرات المقاتلة والقاذفة. تم إنتاج جيه 79 بواسطة جنرال إلكتريك لمحركات الطائرات في الولايات المتحدة، ويصنع بموجب ترخيص من قبل العديد من الشركات الأخرى في جميع أنحاء العالم
وهناك نسخة مبسطة للاستخدام المدني والتجاري تعرف بطراز سي جيه 805 “CJ805”، ويسختدم على طائرة كونفير 880، في حين أن مشتقات AFT-المروحي، وCJ805-23، مدعوم من Convair 990 طائرات واحدة سود الطيران كارافيل المقصود باعتباره نموذجا أوليا لسوق الولايات المتحدة.

## قوائم ذات صلة
- قائمة محركات الطائرات

## وصلات خارجية
- برات آند ويتني - صفحة جيه تي 9 دي